# Рокафуэрте, Висенте
Висенте Рокафуэрте-и-Родригес де Бехарано (исп. Vicente Rocafuerte y Rodríguez de Bejarano; 1 мая 1783 — 16 мая 1847) — президент Эквадора, его часто называют «воссоздателем государства» (Re-creador del Estado).

## Биография
Родился в Гуаякиле (вице-королевство Новая Гранада), его родителями были Хуан Антонио Рокафуэрте-и-Антоли, и Мария Хосефа Родригес-де-Бехарано-и-Лавайен. В 1803 году отправился в Европу, где в 1804 году вместе с Симоном Боливаром присутствовал на коронации Наполеона. В 1807 году вернулся на родину.
В 1809 году Висенте Рокафуэрте был подвергнут аресту, так как его дядя — полковник Хасинто Бехарано — состоял в переписке с патриотами из Кито. Впоследствии он вновь уехал в Европу, в 1812 году представлял провинцию Гуаякиль в Кадисских кортесах, после свержения Наполеона совершил путешествие по европейским странам, и вновь вернулся в Гуаякиль в 1817 году.
В 1819 году мать, опасаясь за судьбу сына в условиях надвигающейся войны за независимость, вынудила его эмигрировать в США. Рокафуэрте пробыл за границей 14 лет, будучи эмиссаром Боливара в Испании, участником революции в Мексике, побывал в Великобритании, Нидерландах, России, Швейцарии, Франции, Риме.
В 1833 году Рокафуэрте вернулся в Гуаякиль где, наконец, женился и, устав от политической деятельности, занялся управлением своим имуществом. Однако случай изменил его жизнь: он упал с лошади, и во время выздоровления коротал время за чтением газеты «El Quiteño Libre» («Свободный житель Кито»), выступавшей с позиций противостояния президенту Флоресу. Газета была органом одноимённого революционного общества; Рокафуэрте вступил в это общество, и 20 сентября 1833 года стал губернатором провинции Гуаяс.
Деятельность Рокафуэрте на посту губернатора привела его к конфликту с президентом Флоресом. Рокафуэрте был арестован и заключён в тюрьму, но так как он пользовался огромной поддержкой, то между ними было заключено соглашение: Рокафуэрте получает свободу и даёт возможность Флоресу отбыть до конца свой президентский срок, после чего сам становится президентом, а Флорес остаётся главой вооружённых сил.
Будучи президентом Эквадора с 1835 по 1839 годы, Рокафуэрте принял новую конституцию, которая дала полноценные гражданские права индейцам. По окончании его срока президентом вновь стал Флорес, который сдержал своё слово править справедливо и защищать свободу. Однако после нарушений на выборах 1843 года Флорес добился отмены конституции 1835 года, и принятия новой конституции, прозванной «Carta de la esclavitud» («невольничья грамота»), позволявшей ему остаться президентом на третий срок, начавшийся 1 апреля 1843 года. В знак протеста против этого Рокафуэрте покинул страну, а в 1845 году в результате мартовской революции Флорес был свергнут. Новым президентом стал Рока, который сделал Рокафуэрте посланником Эквадора в ряде южноамериканских государств.